# 田君亮
田君亮（1894年—1987年），贵州平塘县人，中华人民共和国政治人物。
毕业于日本早稻田大学。民国18年（1929年），擔任中华民国遵义府婺川縣縣長。后由金續堯接任。
中华人民共和国成立后，任贵州大学教授兼校务委员会常务委员，贵州人民委员会委员、教育厅厅长。1954年，当选第一届全国人民代表大会代表。